# Propagacja wsteczna
Propagacja wsteczna (ang. Backpropagation lub Backward Propagation of Errors) – podstawowy algorytm uczenia maszynowego wielowarstwowych sieci neuronowych. Podaje on przepis na zmianę wag dowolnych połączeń elementów przetwarzających rozmieszczonych w sąsiednich warstwach sieci. Oparty jest on na minimalizacji sumy kwadratów błędów (lub innej funkcji błędu) uczenia z wykorzystaniem optymalizacyjnej metody największego spadku. Dzięki zastosowaniu specyficznego sposobu propagowania błędów uczenia sieci powstałych na jej wyjściu, tj. przesyłania ich od warstwy wyjściowej do wejściowej, algorytm propagacji wstecznej stał się jednym z najskuteczniejszych algorytmów uczenia sieci.
Algorytm uczenia wyznacza kierunek, w którym w danej iteracji należy zmodyfikować wagi w celu zmniejszenia błędu popełnianego przez sieć. Tempo modyfikacji wag określone jest natomiast za pomocą współczynnika uczenia.